# 里特反应
Ritter反应（里特反应）是用烷基化试剂（如异丁烯与强酸）将腈转化为N-烷基酰胺的一个反应。 该反应以美国化学家John Joseph Ritter的名字命名。
某些伯醇、仲醇、叔醇、苄醇以及乙酸叔丁酯都可以在强酸存在下产生稳定的碳正离子，从而与腈类发生Ritter反应生成酰胺。氰化氢、脂肪族腈、芳香族腈、不饱和腈和二腈类也都能发生反应。以异丁烯和氰化氢为原料，可以制得叔丁胺。
Ritter反应是少数能在三级碳原子处生成C－N键的反应之一。

## 反应机理
以叔醇为例，首先叔醇在强酸性溶液中生成稳定的三级碳正离子，该碳正离子受到腈氮原子的亲核进攻，生成一个腈鎓离子（Nitrilium ion）。然后第一步中生成的水进攻叁键碳原子，经过质子转移即得N-取代酰胺，水解可以得胺。